# Félicette
Félicette est la première chatte qui a effectué un voyage dans l'espace le 18 octobre 1963 dans le cadre du programme spatial français, dans une fusée Véronique AGI no 47, lancée à 8 h 9 du Centre interarmées d'essais d'engins spéciaux à Hammaguir dans le Sahara algérien.
C'est l'une des quatorze chattes entraînées pour les vols spatiaux. Des électrodes lui sont implantées sur le crâne afin de suivre son activité neurologique tout au long du vol. Des impulsions électriques sont appliquées au cerveau et à une patte pendant le vol afin de stimuler les réponses. La capsule est récupérée 13 minutes après le départ. La plupart des données de la mission sont de bonne qualité et Félicette survit au vol, en faisant le seul chat à avoir survécu à un vol spatial.
Félicette est désignée sous le numéro C 341 avant le vol, après le vol les médias lui donnent le nom de Félix, d'après Félix le Chat. Le Centre d’enseignement et de recherche de médecine aéronautique (CERMA) modifie ce nom en le remplaçant par le féminin Félicette et l'adopte comme nom officiel. Elle est commémorée sur des timbres-poste dans le monde entier et une statue à son effigie est désormais exposée à l'Université internationale de l'espace à Strasbourg.
Félicette fait partie du programme de biologie spatiale à Hammaguir supervisé par le CERMA.

## Contexte
Le 3 novembre 1957, l'Union soviétique lance Laïka, une chienne errante trouvée dans les rues de Moscou, dans l'espace sur Spoutnik 2. Elle meurt dans l'espace, mais c'est le premier animal à tourner en orbite autour de la Terre. Le colonel de l'armée brésilienne Manuel dos Santos Lage avait prévu de lancer un chat nommé Flamengo à bord de la fusée Félix I le 1er janvier 1959, mais le vol est annulé pour des raisons éthiques concernant l'utilisation d'un chat,. Le 31 janvier 1961, dans le cadre du programme Mercury, le chimpanzé Ham devient le premier hominidé lancé dans l'espace pour un vol suborbital. Le 29 novembre 1961, Enos devient le deuxième chimpanzé lancé dans l'espace, et le troisième hominidé après les cosmonautes Youri Gagarine et Gherman Titov, à atteindre l'orbite terrestre.
Le programme français de lancement de fusée commence en 1961. Les vols de la fusée Véronique ont été rétablis en 1959 et sont gérés par le Comité des Recherches Spatiales (CRS). La base française au Sahara lance un rat appelé Hector le 22 février 1961, faisant de la France le troisième pays à lancer des animaux dans l'espace,. Des électrodes sont implantés dans le crâne d'Hector afin de pouvoir surveiller son activité neurologique. Deux autres fusées avec des rats suivent, les 15 et 18 octobre. Les scientifiques français veulent utiliser de plus grands mammifères et choisissent les chats car ils disposent déjà d'une quantité importante de données neurologiques sur eux,.

## Programme de biologie spatiale

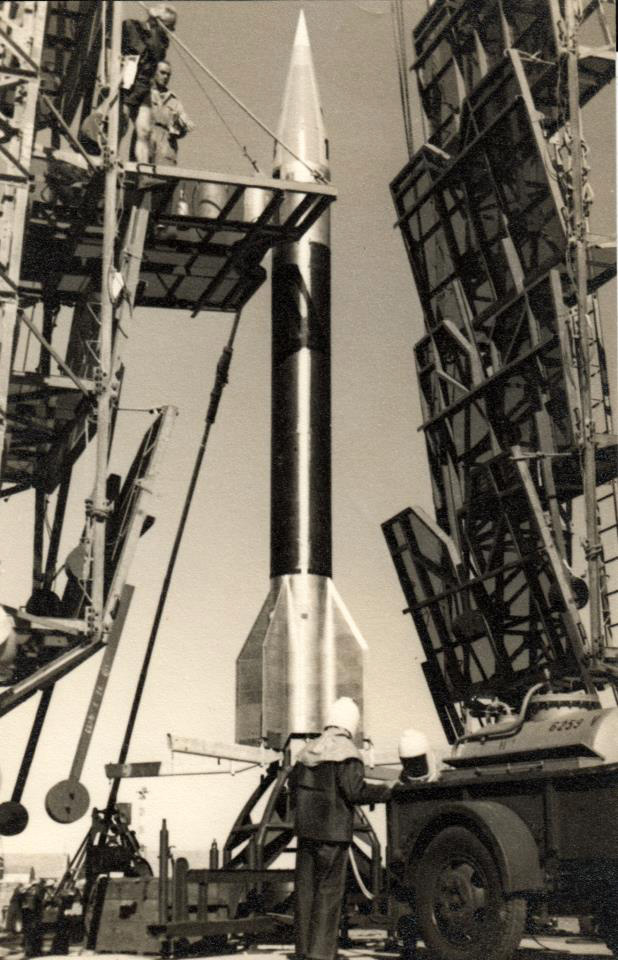
Une fusée Véronique en 1963.

Félicette fait partie d'un programme, avec d'autres chats, visant à améliorer les connaissances en biologie spatiale sous la conduite du médecin général des armées Robert Grandpierre,. Après trois lancements réussis de rats (dont le plus notable est Hector), il décide d'utiliser un chat, car c'est l'animal le plus utilisé en neurophysiologie. Le programme d'entraînement comprend de nombreuses séances de conditionnement afin d'habituer les chats aux vols spatiaux : immobilisation dans une boîte pendant plusieurs heures, accoutumance au bruit de la fusée et aux vibrations, séance en centrifugeuse.
Six chats sont présélectionnés parmi les membres du programme. Certaines sources parlent d'un chat de gouttière de Paris, appelé Félix, choisi pour le vol spatial, mais qui se serait enfui, ou qui n'aurait jamais existé. Comme le confirme le Dr Gérard Chatelier, qui a œuvré au sein du CERMA en 1963, il n'y a pas de chat s'appelant officiellement « Felix » dans le programme, certainement pas le chat tigré communément associé à ce dernier et encore moins Félicette elle-même. Il n'y a aucune information connue ou fiable sur le nom ou l'apparence du chat du vol no 50.
Félicette est une chatte noir et blanc. Le nom de « Félicette » est une référence à Félix le Chat.
Le 18 octobre 1963, elle est placée dans une capsule spéciale sur la fusée Véronique AGI no 47, à partir de du CIEES d'Hammaguir. Le tir s’effectue à 8 h 9. Félicette est récupérée vivante après 10 min 32 s de vol (Ho + 633 secondes) dont cinq minutes en impesanteur après avoir culminé à 157 km d'altitude. L'état de santé du félin, qui a subi 9,5 g, est surveillé au moyen d'encéphalogramme. Elle est récupérée, en bonne santé, treize minutes après que sa capsule est retombée à 2,4 km du pas de tir (pour un point initialement prévu à 65 km).
Les scientifiques étudient l'animal pendant deux à trois mois dans un laboratoire puis l'euthanasient en 1964 pour récupérer les électrodes implantées dans son cerveau,. Ces électrodes permettent d'avoir des données sur son activité cérébrale et de mettre en évidence un état de somnolence appelé « inhibition centrale ». Cet état serait dû à une perte de référence sensorielle. Les scientifiques pensent pendant un temps que cet état apparaîtrait également chez l'Homme, mais cela n'est pas le cas. Peut-être à cause du fait que les astronautes sont occupés à différentes tâches et en contact permanent avec d'autres personnes.
Un second chat est envoyé vers l'espace le 24 octobre 1963 avec la fusée Véronique AGI no 50 (après deux annulations à cause de la météo), mais la fusée est déviée dès le départ, à cause d'un incident de guidage, et s'écrase à 120 km du pas de tir dans le djebel. La capsule est localisée le lendemain et récupérée le 26 octobre. L'animal n'a pas survécu.

## Mission

### Sélection et entraînement
En 1963, le Centre d’enseignement et de recherche de médecine aéronautique (CERMA) achète 14 chats à un marchand d'animaux de compagnie pour les tester, les animaux individuels étant sélectionnés en fonction de leur tempérament ; tous les chats sont des femelles, pour leur comportement plus calme. Les chats n'ont pas reçu de nom avant le lancement afin de réduire la probabilité que les scientifiques s'attachent à eux. Elles ont toutes des électrodes permanentes implantées chirurgicalement dans leur cerveau pour évaluer l'activité neurologique. L'entraînement des chats aux vols spatiaux est parfois semblable à celui des humains. Il est réalisé par le CERMA et comprend l'utilisation de la chaise à trois axes de la centrifugeuse à haut G avec le bruit simulé d'une fusée. L'entraînement spécifique des chats comprend le confinement dans un conteneur et un test de résistance du tissu de contention. Les animaux sont entraînés pendant environ deux mois ; cette limite est fixée à cause du risque de polarisation des électrodes.

### Vol
L'équipe de lancement a commencé à se préparer sur le site de lancement le 8 octobre 1963. Le 11 octobre, la balise de direction est testée en la plaçant dans un hélicoptère et en la suivant à l'aide de stations au sol. Le lendemain, la télémétrie dans le cône nasal (en) est testée sans succès, puis le jour suivant, avec succès. Il y a des problèmes lors du test de la balise de direction les 14 et 15, mais toute l'électronique fonctionne à un niveau satisfaisant le 16 octobre.
Le 17 octobre, six finalistes félins sont sélectionnés comme candidats pour le vol et une chatte bicolore avec la désignation C 341 est choisie pour le vol le jour du lancement, ainsi qu'un remplaçant. Pesant 2,5 kilogrammes, C 341 est sélectionnée comme la meilleure des six finalistes en raison de son comportement calme et de son poids approprié,. Des électrodes sont fixées à ses pattes arrière pour surveiller son activité cardiaque. Neuf électrodes ont été préalablement implantées sur son crâne : deux dans le sinus frontal, une dans la zone somatique, deux dans l'hippocampe ventral, deux dans la zone réticulaire et deux dans le cortex d'association. Deux électrodes sont fixées sur une patte avant afin que des impulsions électriques puissent être utilisées pour les stimuler pendant le vol. Deux microphones, un sur la poitrine et un sur le cône nasal de la fusée, surveillent sa respiration. Le véhicule de lancement utilisé est la fusée-sonde Véronique AGI 47, fabriquée à Vernon, en Haute-Normandie,. La fusée Véronique est issue de la famille de fusées allemandes Aggregat, de la Seconde Guerre mondiale, développée pour l'Année géophysique internationale en 1957, dans le domaine de la recherche biologique.
Le 18 octobre 1963 à 8 h 9, la fusée avec C 341 à bord est lancée dans l'espace depuis le site du Centre interarmées d'essais d'engins spéciaux en Algérie,. La mission est un vol suborbital et dure 13 minutes. Le moteur de la fusée s'est allumé pendant 42 secondes lors de l'ascension et C 341 connaît une accélération de 9,5 g. Le cône nasal se sépare de la fusée avant d'atteindre une hauteur de 152 kilomètres et le chat est soumis à cinq minutes d'apesanteur,. Avant le déploiement du parachute, la rotation et les vibrations du cône nasal provoquent une accélération de 7 g. Les parachutes se déploient 8 minutes et 55 secondes après le lancement. Treize minutes après l'allumage de la fusée, un hélicoptère arrive au point d'amerrissage. C 341 est saine et sauve et la mission fait d'elle la première chatte à atteindre l'espace,.

### Résultats et conséquences
Des données de grande qualité sont enregistrées tout au long du vol, en dehors des mesures réticulaires et les données enregistrées lors de la rentrée dans l'atmosphère. Des chocs électriques sont administrés à C 341 à un taux plus élevé que prévu. Elle est surveillée pendant la phase d'ascension, car elle est une charge utile dans une fusée. Pendant la phase de microgravité, son rythme cardiaque ralentit et sa respiration devient nominale. La rentrée turbulente provoque une augmentation de son rythme cardiaque, mais de mauvaises données rendent l'analyse difficile. Les données biologiques du vol sont communiquées aux médias, qui ont appelé C 341 « Félix » comme dans la série de dessins animés « Félix le chat ». Le CERMA le change pour le féminin « Félicette » et adopte ce nom officiellement. Félicette est euthanasiée deux mois après le lancement afin que les scientifiques puissent effectuer une nécropsie pour examiner son cerveau.
Un deuxième chat est lancé dans l'espace par les Français le 24 octobre. Un boulon explosif qui doit libérer la fusée de la plateforme de lancement ne fonctionne pas, provoquant le lancement de la fusée à un angle extrême. Le transpondeur radio cesse de fonctionner sur la plateforme de lancement, ce qui crée des difficultés pour trouver la fusée. Un hélicoptère repère le parachute mais ne peut pas atterrir, l'agence dépêche donc des véhicules terrestres. Ils sont bloqués par des fils barbelés présents sur les lieux. Le lendemain, un hélicoptère est de nouveau envoyé et peut se poser sur le site. Le cône de nez où est logée la charge utile est très endommagé et le chat est mort,.
Sur les 12 chats restants qui ont été dressés, on connaît le sort de onze d'entre eux. La santé d'un des chats se détériore après l'opération pour installer les électrodes, les scientifiques les font donc enlever. Le groupe l'adopte comme mascotte et lui donne le nom de « Scoubidou » car elle avait une tresse en forme de scoubidou autour du cou, un objet qui a beaucoup de succès à l'époque. Les neuf autres chats sont retirés à la fin du programme.
La France poursuit ses recherches sur la charge biologique utile en utilisant des singes. L'un d'eux, connu sous le nom de Martine, est lancé le 7 mars 1967 et un autre, Pierrette, six jours plus tard. Ils ont tous deux été récupérés avec succès. La France conclut la recherche sur les charges biologiques au niveau national avec ces vols mais travaille ensuite avec l'Union soviétique dans les années 1970.

## Postérité
Un reportage sur les aventures de Félicette est produit et diffusé par la RTF le 15 novembre 1963. Il est réalisé à partir des images du Centre d'études et de recherches de médecine aérospatiale (CERMA) et comprend différentes interviews des membres du projet.
Selon un article de Space.com du 8 novembre 2017, la participation de Félicette à la course à l'espace « ... n'est certes pas volontaire, mais c'est une étape importante pour la France, qui vient de créer la troisième agence spatiale civile au monde (après l'Union soviétique et les États-Unis). La mission de Félicette contribue à faire entrer la France dans la course à l'espace ». Le vol de Félicette est beaucoup moins connu que les autres vols spatiaux de l'époque. Colin Burgess et Chris Dubbs pensent que cela est dû aux photos d'elle avec des électrodes implantées sur son crâne et au mouvement récent pour les droits des animaux.
Les anciennes colonies françaises créent des timbres pour commémorer le vol de Félicette. Les Comores émettent un timbre en 1992 dans le cadre d'une série représentant des animaux utilisés lors des vols spatiaux ; il utilise par erreur le nom de Félix. En 1997, des timbres-poste commémorant Félicette ainsi que d'autres animaux envoyés dans l'espace sont émis au Tchad, utilisant à nouveau le nom de Félix. Un timbre de 1999 du Niger utilise également ce nom erroné,,.
Si certains animaux qui ont voyagé dans l'espace sont célébrés en héros — le chimpanzé Ham est enterré au Temple international de la renommée spatiale au Nouveau-Mexique, aux États-Unis, et le chien soviétique Laïka a un monument en bronze au Centre d'entraînement des cosmonautes Youri Gagarine, près de la Cité des étoiles en Russie — plus de 50 ans après sa mission, il n'y a toujours pas de monument pour Félicette.
En octobre 2017, une campagne participative est créée sur Kickstarter pour financer l'érection d'une statue de bronze à l’effigie de Félicette ; elle récolte environ 43000 livres sterling (49 000 euros). Conçue par la sculptrice britannique Gill Parker, spécialiste des bronzes animaliers. Initialement prévue pour être érigée à Paris,, des problèmes pour trouver un lieu public pour installer l’œuvre se posent. En avril 2019, l'initiateur de la cagnotte, Matthew Guy, annonce que la statue doit être installée dans l'Est de la France à Strasbourg, à l'Université internationale de l'espace. La statue est dévoilée le 18 décembre 2019, dans le cadre de la célébration du 25e anniversaire du programme de Master of Space Studies de l'université. Elle mesure 1,75 m et représente Félicette « perchée au sommet de la Terre, regardant vers le ciel qu'elle a autrefois parcouru ». Dans une mise à jour de Kickstarter, Matthew Guy écrit : « C'est fou de penser qu'une vidéo que j'ai mise en ligne... a abouti à cela. Internet est un bon endroit parfois ». La statue de Félicette trône dans le hall des pionniers, aux côtés notamment du buste de Youri Gagarine.
L'association d'astronomie étudiante UPS in Space de l'Université Toulouse-III-Paul-Sabatier est à l'initiative du projet Félicette en 2018 qui consistait à fonder un observatoire scientifique à la gestion innovante ; le 1er observatoire astronomique 100 % étudiant de France,. Ce concept novateur positionne également la France en pionnière de l'astronomie étudiante. Au vu du nom de l'association, de sa mascotte (un "chastronaute") et de la symbolique de Félicette, l'équipe a souhaité lui rendre hommage. Le projet s'articulait autour de différents axes tels que des demandes de subvention et d'autorisation, le choix de la coupole et de l'instrumentation, une campagne de communication, des présentations lors de manifestations astronomiques et associatives, la constitution d'un réseau de partenariats, une campagne de financement participatif, la constitution d'un pôle observatoire, la mise en place de la gestion et de l'exploitation de l'observatoire et la formation d'adhérents. Après des années de travail par une équipe d'étudiants motivés et passionnés, l'Observatoire Jocelyn Bell de Toulouse (OJBT) voit symboliquement le jour en mai 2023 avec la pose de la coupole sur le campus.
En octobre 2023, un recueil de science-fiction en son hommage a été publié pour le 60e anniversaire de son vol : "Les chats & l'espace, recueil d’illustrations & de nouvelles en hommage à Félicette, première astrochatte française en 1963", coordonné par Yann Quero, aux éditions Arkuiris  (ISBN 978-2-919090-48-8). Il réunit une vingtaine d'artistes et d'auteurs, dont Jean-Pierre Andrevon, Philippe Caza, Jean-Pierre Fontana, Séverine Pineaux et Wojtek Siudmak.